# Armelle Merceron
Pour les articles homonymes, voir Merceron.
 (octobre 2022).
Si vous disposez d'ouvrages ou d'articles de référence ou si vous connaissez des sites web de qualité traitant du thème abordé ici, merci de compléter l'article en donnant les références utiles à sa vérifiabilité et en les liant à la section « Notes et références ».
Armelle Merceron  est une femme politique française née le 3 mai 1950 à Papeete. Fille de Gérald Coppenrath avocat et homme politique polynésien.  
Professeur agrégé d’économie, elle enseigne pendant 20 ans avant d’entrer en politique en 1996. Elle commence en tant que conseillère technique auprès du ministère de la santé dans le cabinet de sa sœur Béatrice Vernaudon. Elle est ensuite nommée chef de service des Affaires sociales.
Elle a assuré différentes fonctions ministérielles au sein du gouvernement polynésien. Ministre de la Santé et de la Fonction publique puis de l’Éducation entre 2001 et 2004.
Lors de l'élection des représentants à l'Assemblée de la Polynésie française de 2013, elle est réélue avec le A Ti'a Porinetia.
En 2017,  elle décide de quitter la vie politique pour se consacrer à sa vie familiale et associative.